# Erich Witzmann
Erich Witzmann (* 21. Januar 1945) ist ein österreichischer Historiker und Journalist.

## Leben
Erich Witzmann studierte Geschichte und Germanistik an der Universität Graz und promovierte an der Universität Wien. Nach dem Studium war Witzmann kurze Zeit als Gewerbetreibender tätig. 1973 begann er seine journalistische Laufbahn bei der Tageszeitung Die Presse, von 1986 bis 1993 war er bei den Salzburger Nachrichten tätig, ehe er wieder von 1993 bis 2009 zur Tageszeitung Die Presse zurückkehrte. Witzmann war zuletzt Ressortleiter für Bildungs- und Wissenschaftspolitik und Redakteur im Ressort Innenpolitik in der Presse.
Witzmann ist Mitglied im Klub der Bildungs- und Wissenschaftsjournalisten und diente diesem von 1983 bis 1990 als stellvertretender Vorsitzender, sowie von 1990 bis 2000 als Vorsitzender, und von 2010 bis 2012 Vizevorsitzender.
Witzmann ist Mitglied bei den schlagenden Verbindungen Akademische Grenzlandsmannschaft Cimbria Wien und der Alten Prager Landsmannschaft Hercynia derzeit in Frankfurt im CC (Coburger Convent). Er ist mit der Ethnologin Reingard Witzmann verheiratet.

## Auszeichnungen
- 1998: Kardinal-Innitzer-Preis (Würdigungspreis für Wissenschaftspublizistik)
- Staatspreis für Wissenschaftsjournalismus
- 2001: Berufstitel Professor[4]
- 2008: Leopold-Kunschak-Pressepreis